# Šiljakovina
Šiljakovina je naseljeno mjesto u Republici Hrvatskoj u Zagrebačkoj županiji. Nalazi se u Vukomeričkim goricama, a administrativno je u sastavu grada Velike Gorice. Proteže se na površini od 16,68 km². Prema popisu stanovništva iz 2011. godine Šiljakovina ima 672 stanovnika koji žive u 226 domaćinstava. Gustoća naseljenosti iznosi 40 st./km². 

## Ime
Šiljakovina je ime dobila po potoku Šiljku koji teče kroz selo. Potok je dobio ime od riječi 'šilovinje' i 'šilovlje' koje označavaju šumu crnogoricu. Oko sela više nema velikih crnogoričnih šuma, ali dokaz za njih je bio iznad zaseoka Bukovići, najveće drvo Vukomeričkih gorica. Stari bor (zvan smogor, bijeli bor - pinus silvestris) zimi se vidio čak s Medvednice, bio je visok 23 metra, opseg debla u prsnoj visini bio mu je 275 cm, ali udario je grom u njega, počeo se sušiti, pa je posječen 1969.

## Povijest
Nakon odluke hrvatsko-ugarskog kralja Matije Korvina iz 1472. da se Gradecu vrate njegovi ranije stečeni turopoljski posjedi Hrašće, Petrovina i Šiljakovina, koji su mu 1399. oduzeti te koje je 1401. od kralja Žigmunda Luksemburškog dobila obitelj Tóth, Ivan Hening, sin Nikole Heninga, poveo je parnicu koja je završila presudom 1487. kojom je Hrašće vraćeno Gradecu, a Šiljakovina i Petrovina ostale su u Ivanovom vlasništvu. Uršula, Doroteja i Elizabeta, redovnice i kćeri Ivana Heninga, zajedno su sa svojim nećakom Andrijom, sinom njihove pokojne sestre Katarine, 1535. vratili općini Gradec posjede Šiljakovinu i Petrovinu.
1536. godine je kralj Ferdinand I. darovao Petru I. Erdődyju posjede Šiljakovinu i Petrovinu, koji su ostali u trajnom vlasništvu plemićke obitelji.

## Stanovništvo
| broj stanovnika | 242   | 318   | 328   | 413   | 448   | 543   | 374   | 655   | 732   | 752   | 708   | 699   | 677   | 631   | 720   | 672   | 654   |
|                 | 1857. | 1869. | 1880. | 1890. | 1900. | 1910. | 1921. | 1931. | 1948. | 1953. | 1961. | 1971. | 1981. | 1991. | 2001. | 2011. | 2021. |